# Casablanca (Marokkó)
Casablanca (spanyol „fehér ház”, sztenderd arab neve: الدار البيضاء ad-Dār al-Bayḍāʼ; Marokkói arab: dar elbeïda الدار البيضا , berber: Anfa) város Marokkó nyugati részén, az Atlanti-óceán partján.
A város Marokkó gazdasági fővárosa (a politikai főváros Rabat); itt található az ország fő kikötője és haditengerészeti (Marokkói Királyi Flotta) központja. Nagy-Casablanca régió központja.
Területe 324 km², népessége 3,1 millió, ezzel Marokkó és a Magreb legnagyobb, Afrika hatodik legnagyobb városa. (Nagy-Casablancáé 1615 km², illetve – a 2005-ös népszámlálás szerint – 3,85 millió.)

## Éghajlat
| Hónap                                         | Jan. | Feb. | Már. | Ápr. | Máj. | Jún. | Júl. | Aug. | Szep. | Okt. | Nov. | Dec. | Év   |
| --------------------------------------------- | ---- | ---- | ---- | ---- | ---- | ---- | ---- | ---- | ----- | ---- | ---- | ---- | ---- |
| Rekord max. hőmérséklet (°C)                  | 31,1 | 29,4 | 32,2 | 32,8 | 36,6 | 37,5 | 40,1 | 39,5 | 40,5  | 37,8 | 34,7 | 30,3 | 40,5 |
| Átlagos max. hőmérséklet (°C)                 | 17,3 | 18,0 | 19,6 | 20,2 | 21,9 | 24,1 | 25,8 | 26,3 | 25,7  | 23,8 | 20,9 | 18,7 | 21,9 |
| Átlagos min. hőmérséklet (°C)                 | 9,2  | 10,4 | 11,8 | 13,2 | 15,6 | 18,7 | 20,5 | 20,9 | 19,7  | 16,8 | 13,3 | 11,1 | 15,1 |
| Rekord min. hőmérséklet (°C)                  | −1,5 | −0,7 | 2,3  | 5,0  | 7,4  | 10,0 | 13,0 | 13,0 | 10,0  | 7,0  | 4,6  | −2,7 | −2,7 |
| Átl. csapadékmennyiség (mm)                   | 68   | 45   | 38   | 40   | 15   | 3    | 1    | 1    | 9     | 37   | 86   | 74   | 417  |
| Havi napsütéses órák száma                    | 190  | 189  | 241  | 262  | 294  | 285  | 303  | 294  | 258   | 234  | 191  | 183  | 2923 |
| Forrás: Pogoda.ru.net , NOAA (sun, 1961–1990) |      |      |      |      |      |      |      |      |       |      |      |      |      |

## Történelem

### A Francia Protektorátus előtt

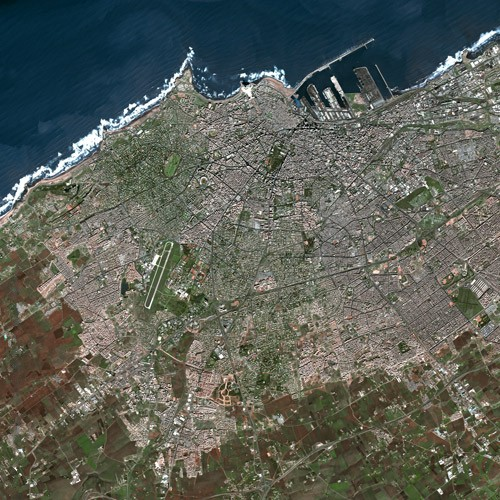
Casablanca műholdképe

A mai Casablanca területét legalább a 7. századtól berberek lakták. Az arab hódítások idején egy kis független királyság, Anfa uralta a környéket, amíg 1068-ban meg nem hódították az Almorávidák. A 14. században, a Merinida dinasztia uralma idején Anfa kikötőjének fontossága megnőtt. A 15. század elején a város ismét független államot alkotott. Biztonságos kikötőt nyújtott a kalózok és tengeri rablók ellen és hamarosan a portugálok célpontjává vált, akik 1468-ban el is pusztították a várost.
Anfa romjain a portugálok 1515-ben erődöt építettek. A körülötte kinőtt várost Casabranca néven emlegették, ami portugálul „fehér házat” jelentett. 1580 és 1640 közt a területet Spanyolország uralta, majd ismét portugál kézbe került. A portugálok 1755-ben hagyták el, miután egy földrengés elpusztította a város jó részét. A várost Mohammed ben Abdallah (1756-1790) szultán (Iszmáil marokkói szultán unokája, George Washington szövetségese) építtette újra. A város arab neve الدار البيضاء ad-Dār al-Bayḍāʼ (fehér ház) volt, spanyol neve Casa Blanca.
A 19. században Casablanca a virágzó brit textilipar egyik fő gyapjúellátója lett és fellendültek a tengeri szállítások, ezért a vidék lakossága felduzzadt. Az angolok ekkor kezdték el beszállítani a mai Marokkó nemzeti itala, a puskaportea alapanyagát.
Az 1860-as évekre Casablancának mintegy ötezer lakója volt, ami az 1880-as évek végére tízezerre nőtt. Amikor 1906-ban a francia gyarmatosítók – akkor még mint egy független szultánság hivatalnokai – ideérkeztek, Casablancának mintegy 12 ezer lakója volt. Ezután szédületes ütemű fejlődés kezdődött, és 1921-re a lélekszám 110 ezerre szökött fel.

### A francia uralom

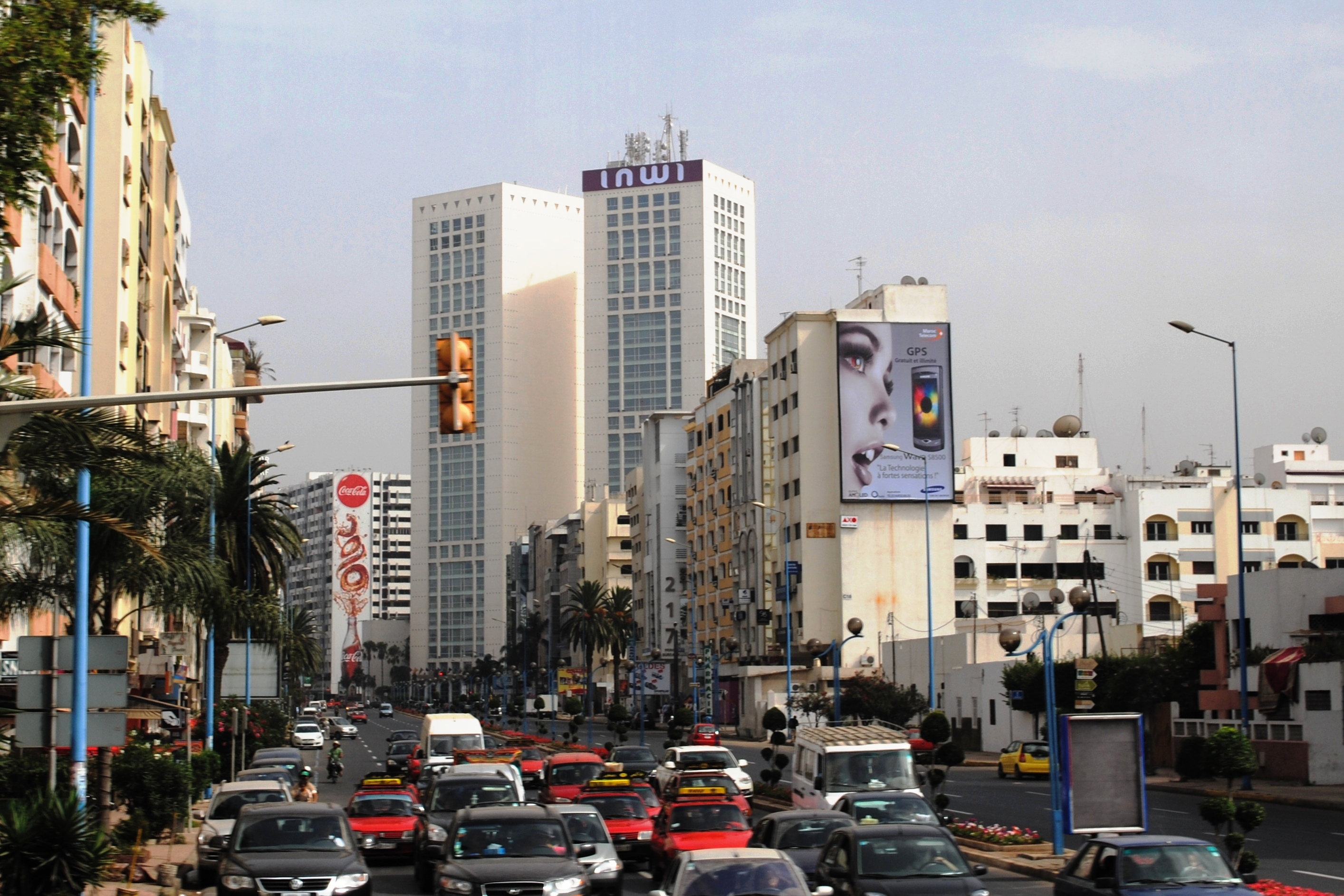
Twin Center

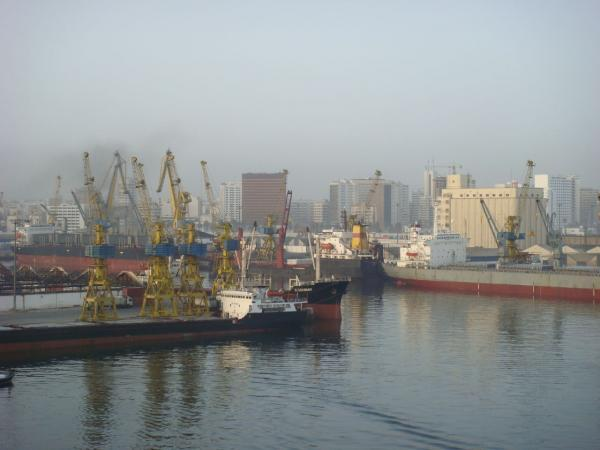
Casablanca kikötője

1907 júniusában a franciák vasutat akartak építeni a kikötő közelében, egy temetőn keresztül. A feldühödött helyiek rátámadtak a francia munkásokra és zavargások kezdődtek. A rend helyreállítására francia csapatok szálltak partra, de a város nagy károkat szenvedett, mielőtt helyreállt a nyugalom. Ezzel gyakorlatilag megkezdődött a francia gyarmatosítás, bár hivatalosan csak 1910-ben vezették be a francia uralmat.
Az 1942-ben készült híres film, a Casablanca a gyarmatosítás állapotában mutatja be a várost, amelyben európai hatalmak vetélkedése folyt. A film szereplői nemzetközi kavalkádot mutatnak: van köztük amerikai, francia, német, cseh, bolgár, orosz. (Egyetlen arab szereplője van, jelentéktelen szerepben: Abdul, az ajtószolga.)
Az 1940-es és 1950-es években Casablanca leginkább a franciaellenes zavargásairól volt ismert. 1953 karácsonyán egy bombamerénylet szörnyű pusztítást okozott.

## Gazdaság
A város gazdaságában meghatározó az ipar szerepe. Itt koncentrálódik az ország termelő üzemeinek 55%-a és az iparban foglalkoztatottak 60%-a. Az ország teljes foglalkoztatásában is 39% a szerepe, a villamosenergia-fogyasztásból pedig 35%.

## Infrastruktúra

### Közlekedés
Casablanca és Mohammedia kikötői Marokkó külkereskedelmi szállításainak 55%-át bonyolítják. A légiutasok 51%-a a város repülőterét használja.
Casablanca tömegközlekedési rendszerének fejlesztése az 1950-es években kezdődött, amivel az egyik legrégebbinek számít Afrikában. 2009-ben fogadták el a városi közlekedési tervet (PDU), melynek első eredménye a 2012-ben megnyitott 31 km hosszú villamosvonal. A következő években egy könnyűmetró építését is tervezik.
Nemzetközi repülőtere a V. Mohammed repülőtér.

## Oktatás
- EMLYON Business School
- Toulouse Business School